# Robert-Aglaé Cauchoix

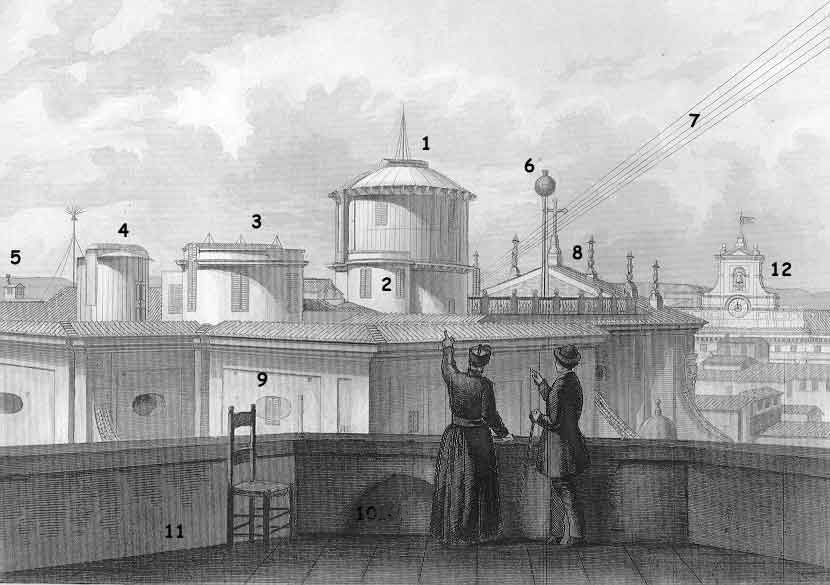
Sternwarte des Collegio Romano. Mit Nummer 4 wird die Akkommodation Cauchoixs Teleskop angegeben

Robert-Aglaé Cauchoix (* 24. April 1776; † 5. Februar 1845) war ein französischer Optiker und Feinmechaniker. Bedeutend waren die von ihm gebauten Linsen und Objektive für die Riesenteleskope des 19. Jahrhunderts.
Cauchoix produzierte anfangs Messinstrumente wie Barometer, Mikrometer und Ringsphärometer, spezialisierte sich aber später auf optische Bauteile. Er baute mehrere achromatische Objektive sowie Teleskope für verschiedene Forschungsstätten. Ein von ihm gebautes Fernrohr befand sich im Pariser Observatorium. Inventarlisten der Sternwarten dieser Zeit melden ein Passageninstrument in Straßburg und ein Refraktor im Collegio Romano in Rom. Im Royal Greenwich Observatory stand das Sheepshanks-Teleskop, benannt nach dem Pfarrer Richard Sheepshanks, der der Sternwarte das Cauchoixs-Objektiv schenkte.

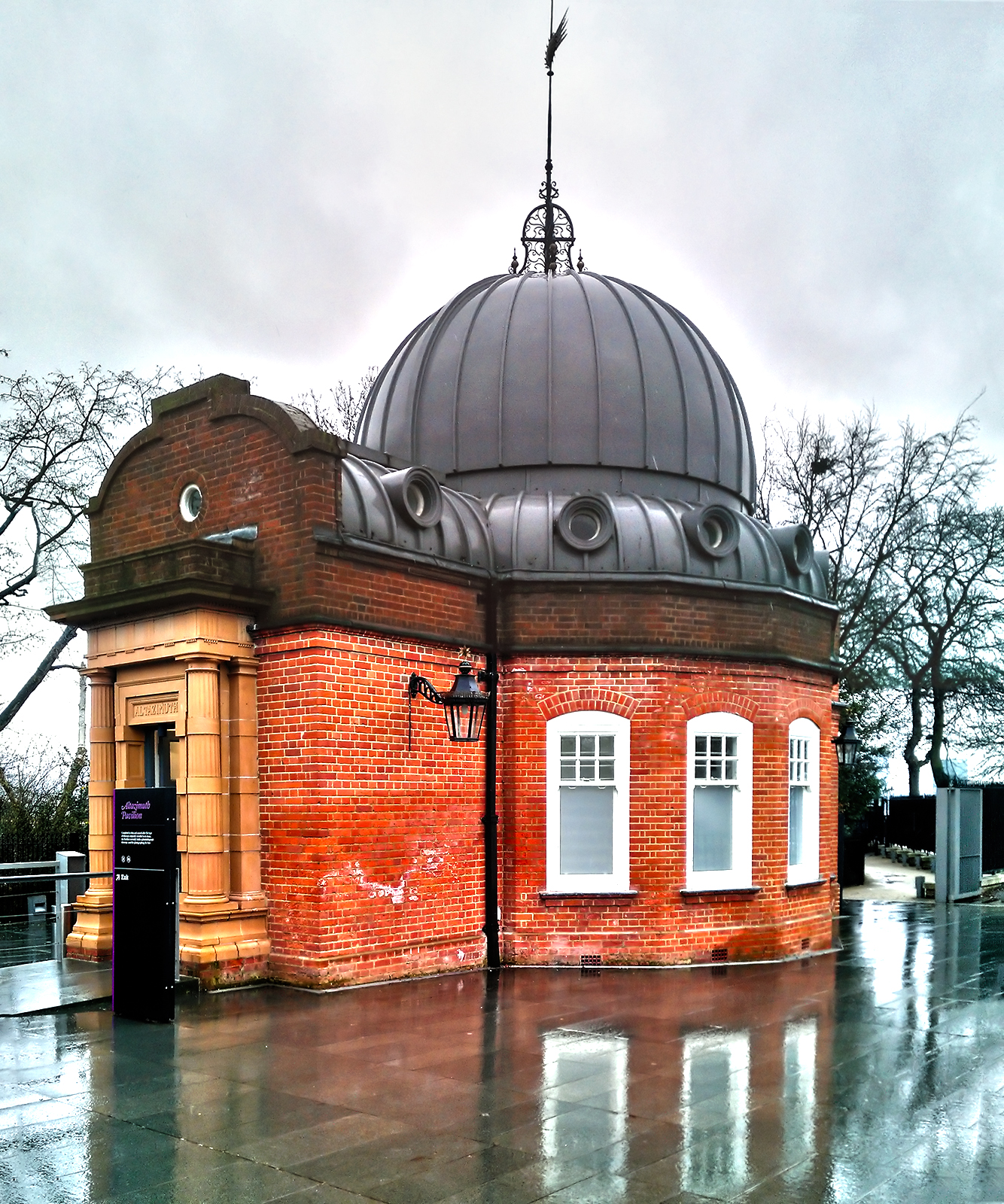
Der Altazimut Pavillon wo bis zur Einlagerung in das Depot des National Maritime Museum in Greenwich 1983 das Sheepshanks Teleskop stand welches 2 Linsen von Gauchoix enthielt

## Große Refraktoren
Obwohl Spiegelteleskope schon lange bekannt waren, konnten Refraktore ihnen bis etwa Mitte des 19. Jahrhunderts auf wissenschaftlicher Ebene Konkurrenz bieten. Zu jener Zeit entbrannte ein Wettkampf um die Objektivgröße, etwa mit dem von Joseph von Fraunhofer 1824 gebauten 244-mm-Teleskop. Drei von Cauchoixs Objektiven brachen damals den Rekord für das größte Objektiv. Im Jahr 1831 vollendete er einen 338-mm-Refraktor für den irischen Wissenschaftler Edward Joshua Cooper. 1829 produzierte Cauchoix ein 298-mm-Objektiv für den britischen Astronomen James South, der damit ein Fernrohr bauen ließ. Wegen Problemen mit der Montierung hat South dieses Instrument wieder abbauen lassen, aber Cauchoixs Linse hat in verschiedene Teleskopen noch bis 1989 ihren Dienst geleistet.